# Magicicada tredecassini
Magicicada tredecassini (лат.) — вид периодических цикад с 13-летним жизненным циклом, распространенный в восточной части Северной Америки.
Эндемик США. Относится к группе cassini, включающей также вид Magicicada cassini (17-летняя). По своему циклу сходен с видами Magicicada tredecim, Magicicada tredecula и Magicicada neotredecim, имеющими также 13-летний период развития.